# Metopella neglecta
Metopella neglecta är en kräftdjursart som först beskrevs av Hansen 1887.  Metopella neglecta ingår i släktet Metopella, och familjen Stenothoidae. Arten har ej påträffats i Sverige.